# Гохкірх
Гохкі́рх (нім. Hochkirch; в.-луж. Bukecy) — громада в Німеччині, розташована в землі Саксонія. Входить до складу району Бауцен.
Площа — 41,73 км2. Населення становить 2250 ос. (станом на 31 грудня 2020).
Громада поділяється на 18 сільських округів.
Гохкірх став відомим завдяки тому, що 14 жовтня 1758 тут відбулася Битва при Гохкірсі Семирічної війни між пруськими та австрійськими військами.
Офіційними мовами в населеному пункті, крім німецької, є верхньолужицька.

## Галерея

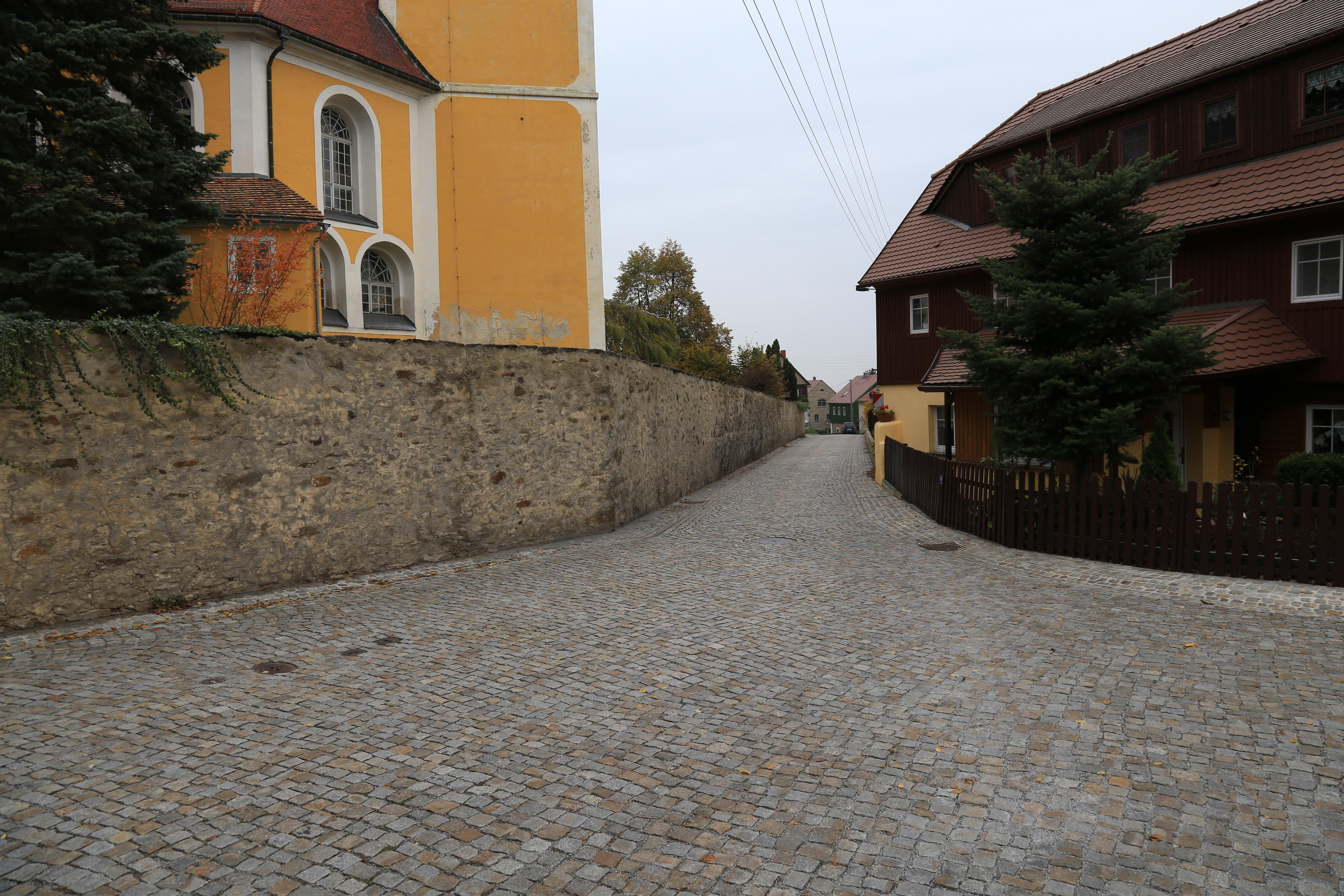
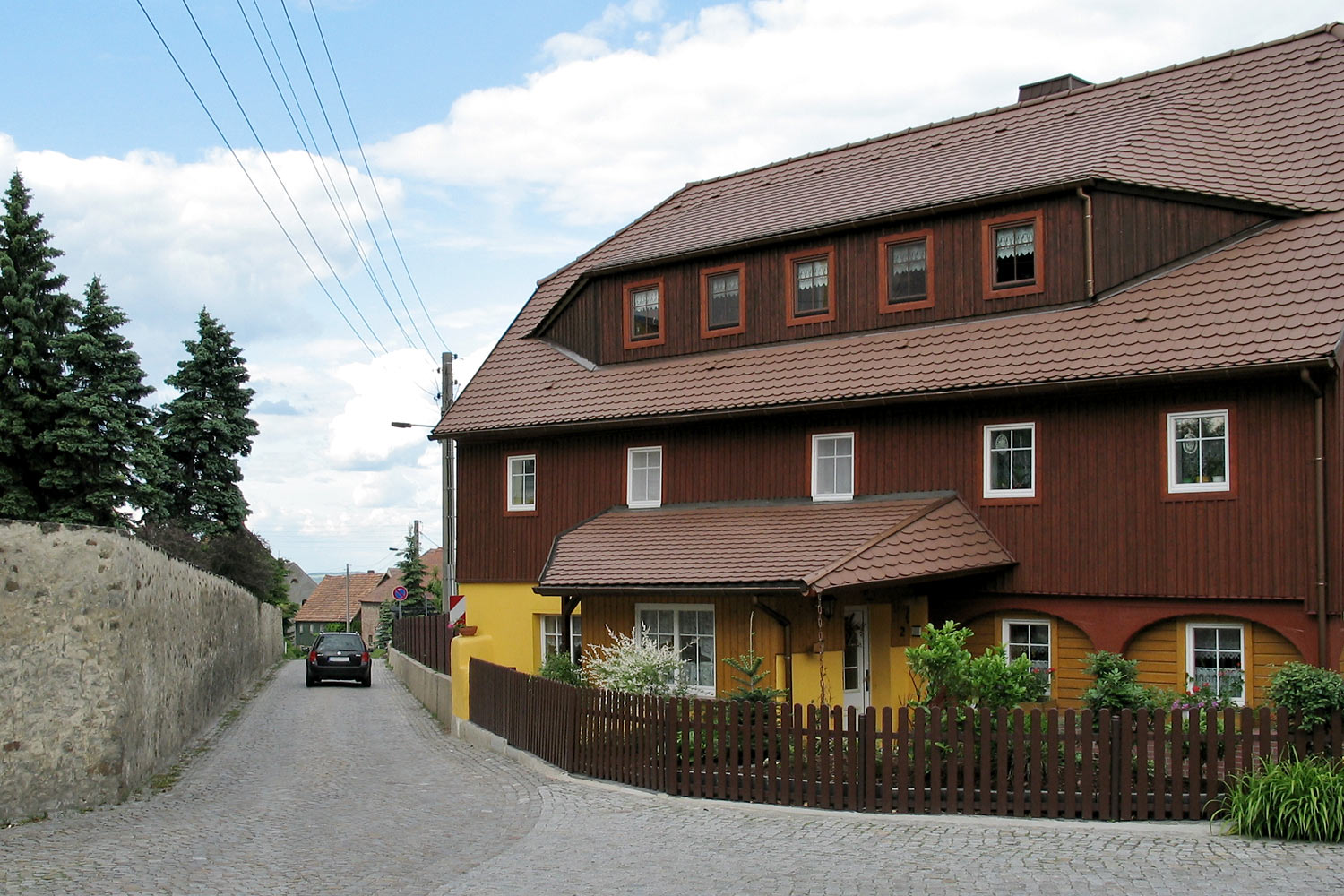
«Кривавий провулок»
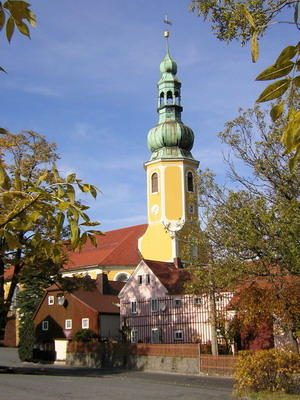
Церква